# NGC 1757
NGC 1757 est une entrée du New General Catalogue qui concerne un corps céleste perdu, ou inexistant dans la constellation de l'Éridan. Cet objet a été enregistré par l'astronome britannique John Herschel le 20 février 1830